# Seifhennersdorf

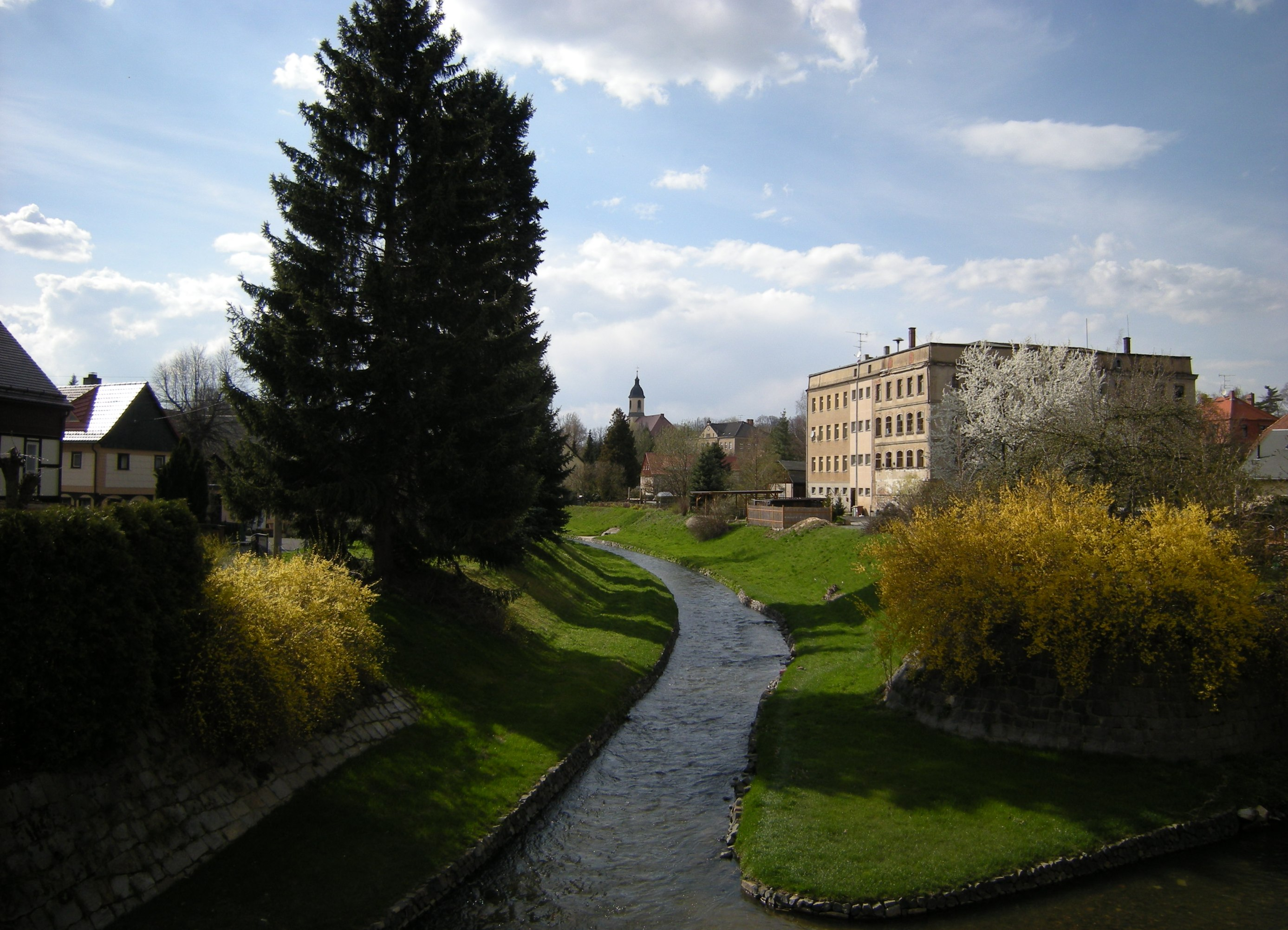
Seifhennersdorf

Seifhennersdorf (grnłuż. Wodowe Hendrichecy, wym. [ˈwɔdowɛ ˈhɛndʀʲixɛt͡sɨ]) – miasto w Niemczech, w kraju związkowym Saksonia, w okręgu administracyjnym Drezno, w powiecie Görlitz. Do reformy administracyjnej Saksonii w powiecie Löbau-Zittau.
Powierzchnia miasta wynosi 19,13 km², a liczba jego mieszkańców 4300 osób (według danych za rok 2009). Położony jest na północnym krańcu Gór Łużyckich nad rzeką Mandau, w bezpośredniej bliskości granicy czeskiej, która otacza miasto od strony wschodniej, południowej i zachodniej.

## Transport
Przez miasto przebiega linia kolejowa Mittelherwigsdorf – Varnsdorf – Eibau przy której znajduje się stacja kolejowa. Prywatna spółka kolejowa zapewnia połączenia do czeskiego Varnsdorf, Liberca oraz Żytawy.
W mieście krzyżuja się drogi prowadzące do dwóch przejść granicznych z sąsiadującymi miastami Rumburk i Varnsdorf w Czechach.

## Współpraca
- Gaimersheim, Bawaria
- Świeradów-Zdrój, Polska
- Udvar, Węgry
- Ünye, Turcja